# Ernst Pfundt
Ernst Pfundt (1806 - Leipzig, 1871) fue un percusionista alemán.
Pfundt era el hijo del matrimonio entre el cantante Christian August Pfundt y Johanna Christiania Friederika Wieck (* 1767), hermana de Friedrich Wieck. Estudió entre 1827 y 1830 y de 1832 a 1835 teología y filosofía en la Universidad de Leipzig. Y a continuación, tomó clases de piano con Friedrich Wieck (padre de Clara Wieck). Después se dedicó al piano, y durante un cierto tiempo fue profesor de piano y director de coros en el teatro Municipal de Leipzig; finalmente, en 1835, Félix Mendelssohn Bartholdy lo empleó como timbalista en la Orquesta Gewandhaus, y también sirvió a la orquesta del teatro de la ciudad, logrando mucha fama en esta profesión.
En Leipzig perteneció al círculo más cercano de amigos de Robert Schumann, que lo llamó "Vetter Pfund".
En 1849 publicó una guía sobre los tambores (1849), que pronto se estableció como obra estándar. También inventó algunas mejoras en su instrumento.